# Antonia Fraser

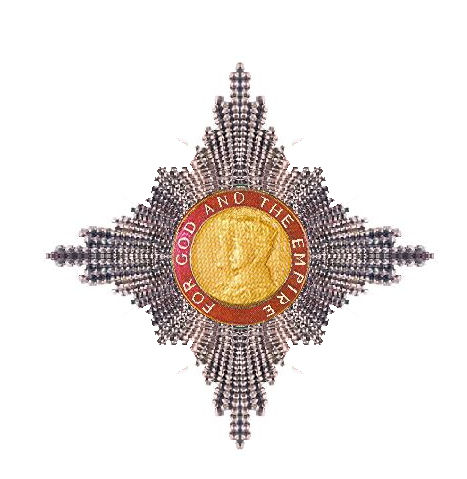
Insignia de DBE

Antonie Margaret Caroline Fraser (nacida Pakenham; 27 de agosto de 1932) es una historiadora anglo-irlandesa, autora de biografías y novelas detectivescas, más conocida como Lady Antonie Fraser. Es viuda de Harold Pinter, premio Nobel de Literatura de 2005; antes de la muerte de su marido, también fue conocida como Lady Antonie Pinter.

## Antecedentes familiares y educación
Era hija de Frank Pakenham, 7.º conde de Longford (1905–2001), y su esposa, Elizabeth condesa de Longford, nacida Harman (1906–2002). Como hija de un conde se le concedió el título de cortesía de Lady, por lo que fue habitualmente tratada como «Lady Antonia».
Cuando era adolescente, ella y sus hermanos se convirtieron al catolicismo, a raíz de la conversión de sus padres. Sus abuelos maternos eran unitarios. En respuesta a las críticas de sus escritos acerca de Oliver Cromwell, ella dijo: «No tengo sangre católica». Antes de la conversión de su padre alrededor de los treinta años a raíz de un ataque nervioso, como ella misma explica: «Mi padre era de la Iglesia Protestante de Irlanda, y su madre fue unitaria hasta los 20 años, cuando abjuró».
Fue educada en St. Mary´s School de Ascot y Dragon School antes de asistir a Lady Margaret Hall de Oxford; siendo este último alma mater de su madre.

## Matrimonios y años después
Desde 1956 hasta su divorcio en 1977, estuvo casada con Hugh Fraser (1918–1984), descendiente de la aristocracia escocesa, catorce años mayor que ella y miembro Conservador unionista de la Cámara de los Comunes (escaño por Stafford), que era amigo de la familia norteamericana Kennedy. Tuvieron seis hijos: tres varones, Benjamin, Damian, y Orlando; y tres mujeres, Rebecca Fitzgerald, esposa del abogado Edward Fitzgerald QC, Flora Fraser y Natasha Fraser-Cavassoni. Las tres hijas son escritoras y biógrafas. Benjamin Fraser trabaja para JP Morgan, Damian Fraser es director general de la firma de banca de inversión UBS AG (antes SG Warburg) en México, y Orlando Fraser es abogado especializado en derecho mercantil (Wroe). Antonia Fraser tiene 18 nietos.
El 22 de octubre de 1975, Hugh y Antonia Fraser, junto a Caroline Kennedy, quien los iba a visitar en su casa en Holland Park de Kensington, al oeste de Londres, estuvieron muy cerca de ser impactados por una bomba del IRA, colocada bajo las ruedas del Jaguar de Hugh, que había sido activada para explotar a las 09:00 AM, cuando saliera de la casa. La bomba explotó matando a Gordon Hamilton-Fairley, vecino de la familia Fraser y un destacado investigador de cáncer que paseaba a su perro, cuando notó algo extraño y se detuvo a examinar el artefacto explosivo.
En 1975, Antonia Fraser comenzó un romance con el dramaturgo Harold Pinter, que entonces estaba casado con la actriz Vivien Merchant. En 1977, después de vivir con Pinter durante dos años, el matrimonio de los Fraser se disolvió legalmente. Merchant habló sobre su malestar públicamente a la prensa, que citó sus cortantes comentarios sobre su rival y se resistió a divorciarse de Pinter. En 1980, después de que Merchant firmase los papeles de divorcio, Fraser y Pinter contrajeron matrimonio. Posteriormente, después de la muerte de sus respectivos  excónyuges, se casaron por la iglesia. La ceremonia fue practicada por el sacerdote jesuita, Michael Campbell-Johnson, en una Iglesia católica. Harold Pinter murió de cáncer el 24 de diciembre de 2008, a los 78 años.
Antonia Fraser vive en el barrio londinense de Holland Park al sur de Notting Hill Gate en el Royal Borough de Kensington y Chelsea en la residencia familiar de los Frasers, donde aún escribe en su estudio del cuarto piso.
La crítica ha señalado que, «más que sólo una cara bonita», es una historiadora consumada y «una intelectual».
Comendadora en la orden del Imperio Británico (CBE) fue elevada a Dama (DBE) de los Honores de año nuevo del 2011 por «servicios a la literatura».

## Carrera
Comenzó a trabajar como "asistente multiusos" de George Weidenfeld en Weidenfeld and Nicolson (su "único trabajo"), que se convertiría en su editor y en parte de Orion Publishing Group, que publica sus trabajos en el Reino Unido.
Su primera gran obra, publicada por Weidenfeld & Nicolson, fue María, reina de Escocia (1969), que fue seguida por varias biografías, como Cromwell, nuestro jefe de hombres (1973). Ganó el Premio de Historia Wolfson en 1984 por El vaso más frágil, un estudio de la vida de las mujeres del siglo XVII en Inglaterra. De 1988 a 1989, fue presidente del PEN Inglés, y presidió su Comité de Escritores en Prisión.
También ha escrito novelas detectivescas, la más popular implicaba un personaje llamado Jemima Shore, que fue adaptada a una serie de televisión que se emitió en el Reino Unido en 1983.
En 1983 y 1984, fue presidenta del cerclo Sir Walter Scott de Edimburgo.
Después, Fraser publicó Las reinas guerreras, historia de varias mujeres de la realeza involucradas con la milicia, desde Boadicea y Cleopatra. En 1992, publicó The Six Wives of Henry VIII, que el historiador Eric Ives cita en su estudio de Ana Bolena.
Escribió una crónica sobre la vida y época de Carlos II, un éxito de críticas de una biografía de 1979 del mismo nombre. El libro fue citado en una miniserie del 2003 de BBC/A&E: Carlos II: El poder y la pasión, en un especial de DVD, interpretado por Rufus Sewell en el papel principal. Fraser también se ha desempeñado como editora de muchas biografías reales, incluyendo la destacada Reyes y Reinas de Inglaterra y la serie Historia Real de Inglaterra. En 1996, publicó un libro titulado La Conspiración de la Pólvora: El terror y la fe en 1605, que ganó el Premio Literario St. Louis.
Dos de los más recientes de sus trece libros no ficticios son María Antonieta: El viaje (2001, 2002), en que se basó la película María Antonieta (2006), dirigida por Sofia Coppola, con Kirsten Dunst en el papel principal, y Amor y Luis XIV: Las mujeres en la vida del Rey Sol (2006).
En el Festival Literario de Cheltenham el 17 de octubre de 2010, Lady Antonia anunció que el tema de su próximo trabajo sería la Ley de la Gran Reforma de 1832. No planea realizar una biografía de la reina Isabel I de Inglaterra, ya que este tema ha sido ampliamente cubierto.

## Premios
- James Tait Black Memorial Prize (1969), por su libro María, reina de Escocia
- Premio de Historia Wolfson (1984), por su libro El vaso más frágil
- Crime Writers' Association Macallan Gold Dagger for Non-Fiction (1996), por su libro La conspiración de la pólvora
- Premio Literario St. Louis (1996), por su libro La conspiración de la pólvora
- Medalla Norton Medlicott de la Asociación Histórica (2000)
- Premio Literario Enid McLeod (2001), de la Sociedad Franco-Británica, por María Antonieta
- Royal Society of Literature (FRSL).[3]